# Ian Huntley
Ian Huntley (31 de janeiro de 1974, Grimsby) é um pedófilo, estuprador e assassino em série britânico condenado pela morte de duas meninas de 10 anos em Soham, Cambridgeshire. Ele teve como cúmplice a namorada Maxine Carr, que acobertou o crime.
O caso também ficou conhecido com o nome de Assassinatos de Soham (Soham Murders).
Ian cumpre uma pena de 40 anos na prisão de Wakefield.
"O desaparecimento de Jessica e Holly provocou uma das maiores investigações policiais da Grã-Bretanha, envolvendo a participação de 400 policiais", escreveu a BBC em 20 de agosto de 2002.
"Foi um dos casos judiciais mais mediáticos no Reino Unido", escreveu o jornal português Correio da Manhã em 2005.

## Biografia
Segundo o site especializado Biography, Ian nasceu numa família da classe trabalhadora, em Grimsby, sendo o primeiro filho de Kevin e Linda Huntley. Na escola teve problemas com bullying devido a sofrer de asma e acabou trocando de colégio aos 13 anos e abandonando os estudos definitivamente em 1990. Segundo o site também, era "visto com meninas de 13 anos quando tinha 18 anos".
Em 1994 casou-se com  Claire Evans, de 18 anos, mas o casamento durou pouco e ela foi morar com o irmão mais jovem de Ian, Wayne. Segundo o Biography, "enfurecido, recusou-se a se divorciar de sua esposa até 1999, impedindo-a de se casar com seu irmão".
Huntley trabalhava como segurança (zelador) na escola onde as meninas assassinadas estudavam e onde também trabalhava sua namorada, Maxine Carr, como professora.

## Crimes

### O assassinato de Jessica Chapman e Holly Wells
No dia 4 de agosto de 2002, Jessica Chapman foi passar o dia na casa de Holly Wells e ainda à tarde telefonou para a mãe, Sharon, pedindo se podia continuar mais tempo na casa da amiga. A mãe autorizou e pediu que a filha ligasse quando quisesse voltar para casa. Sem avisar ninguém, em algum momento elas saíram para comprar doces. A casa de Ian ficava no caminho e quando ele as viu na rua, chamou-as, dizendo que Maxine, que havia sido professora das meninas, estava em casa.
Foi somente à noite que Nicola, mãe de Holly, ao chamar pelas meninas e procurá-las no quarto, notou que elas não estavam em casa. Ela então ligou para a mãe de Jéssica para saber se elas estavam na casa dos Chapman. Como não estavam, a polícia foi chamada.

### Pedofilia
Segundo o Biography, investigações revelaram que entre 1995 e 2001 Huntley teve contato sexual com 11 meninas e adolescentes menores de idade, com idades entre 11 e 17 anos.

### Estupros
Foi durante suas entrevistas para a TV que moradores de Grimsby, a cidade onde havia morado, o reconheceram como o homem que havia sido vinculado a diversos ataques sexuais.
Uma de suas vítimas foi Katie Bryan, que havia se mudado para a casa de Ian com apenas 15 anos de idade. Ela foi depois estuprada e acabou ficando grávida e tendo uma filha do criminoso. Ele "a estuprou, a empurrou escada abaixo e a chutou no estômago", escreveu o Mirror em 2018, enquanto Katie disse que não entendia como havia sido convencida a se mudar para a residência de Ian. "Quero encontrá-lo e lhe dizer que o odeio", disse à época. 

### Cúmplice
Ele teve como cúmplice a namorada Maxine Carr, professora das meninas, e que, segundo a mãe de Jessica, era considerada pela filha como "a melhor professora que alguma vez tivera".
Maxine ajudou a acobertar Ian, fornecendo um álibi falso, dizendo que estava com ele no dia do desaparecimento, quando estava numa cidade a 150 quilômetros de distância.

## As investigações
Após o desaparecimento das meninas, a família, amigos e vizinhos, assim como a polícia, começaram imediatamente a buscas, e nos dias que se seguiram, mais de 400 policiais trabalharam 24 horas por dia na tentativa de encontrá-las.Todas as residências da área foram vistoriadas e os todos os criminosos sexuais registrados em Cambridgeshire e Lincolnshire foram entrevistados. Além disto, a imprensa deu uma massiva cobertura ao caso, estampando as fotos das meninas nas primeiras páginas do jornais.
Ian chegou a ser entrevistado pela imprensa e ajudou nas buscas, mas foi Maxine que acabou atraindo a atenção dos policiais. Ao dar uma entrevista, os investigadores notaram que ela se referia a Holly no passado. Havia dito, por exemplo, que "ela era simplesmente adorável". Assim, o casal passou a ser o principal alvo das investigações e foi levado para prestar depoimento 12 dias depois que Holly e Jessica haviam desaparecido.
Um dia depois dos depoimentos, num sábado, dois corpos foram encontrados num campo aberto perto de uma base área em Lakenhead, Suffolk, a cerca de 10 ou 15 quilômetros do local onde elas haviam desaparecido. A policia confirmou no dia seguinte que se tratava dos cadáveres das meninas desaparecidas. A autópsia revelou com possível causa da morte asfixia, mas devido à decomposição dos corpos, não foi possível descobrir se elas haviam sofrido violência sexual.
Os principais pontos que incriminaram Huntley, segundo o Mirror em 2019, foram o fato dele ter sido reconhecido pelos ataques sexuais em Grimsby; a torre ter rastreado o celular de Jessica perto de sua casa; Maxine ter dito que estava com ele no dia do crime, mas seu celular ter sido rastreado em Grimsby, há 150 quilômetros do local; ele ter feito perguntas à uma policial sobre exames de DNA; ele ter trocado os pneus do carro, o que levantou suspeitas (a polícia depois descobriu que a terra debaixo do carro era a mesma da área na qual os corpos foram encontrados).
Com relação ao interesse de Ian pelo DNA, a polícia suspeita que ele voltou depois ao local onde deixou os corpos e os queimou para dificultar seu reconhecimento.

## Prisão, julgamento e pena
Foi preso, com Maxine, em 17 de agosto de 2002. O julgamento começou no dia 04 de novembro de 2003, no tribunal de Old Bailey, com o criminoso negando as acusações. Depois ele declarou que as meninas haviam morrido acidentalmente e admitiu homicídio culposo. No entanto, o júri não aceitou suas alegações e ele foi condenado em dezembro de 2003 a duas prisões perpétuas, tendo o juiz estipulado posteriormente a pena de 40 anos de reclusão.
Maxine foi condenada a três anos e meio de prisão por obstruir a justiça.
Apenas em 2006 Ian admitiu ter matado Jéssica, afirmando que a tinha estrangulado após ela começar a gritar depois de Holly cair no banheiro e bater a cabeça. Ele também revelou que após a morte das meninas, ligou para a namorada, que então lhe orientou a se livrar dos corpos.

## Outros detalhes e atualizações
- Durante os primeiros anos na prisão, Ian tentou se suicidar três vezes.[11]
- Em 3 de abril de 2004, a casa onde os crimes aconteceram foi demolida.[12]
- Maxine foi posta em liberdade em 14 de maio de 2004, após cumprir metade da pena.[13]
- Samantha, filha de Katie e Ian, soube aos 18 anos que seu pai era um criminoso. [8]
- Em 2018, Samantha enviou uma carta ao pai pedindo que ele explicasse por que havia matado as garotas, mas segundo Katie, ele apenas choramingou explicando que aquele era o pior dia de sua vida. "É um manipulador", disse Katie. Ian também pediu que a filha o visitasse na prisão, mas ela se negou. [8] [14]

## Leia também
- Estuprador em série